# Christian Carl zu Stolberg-Gedern

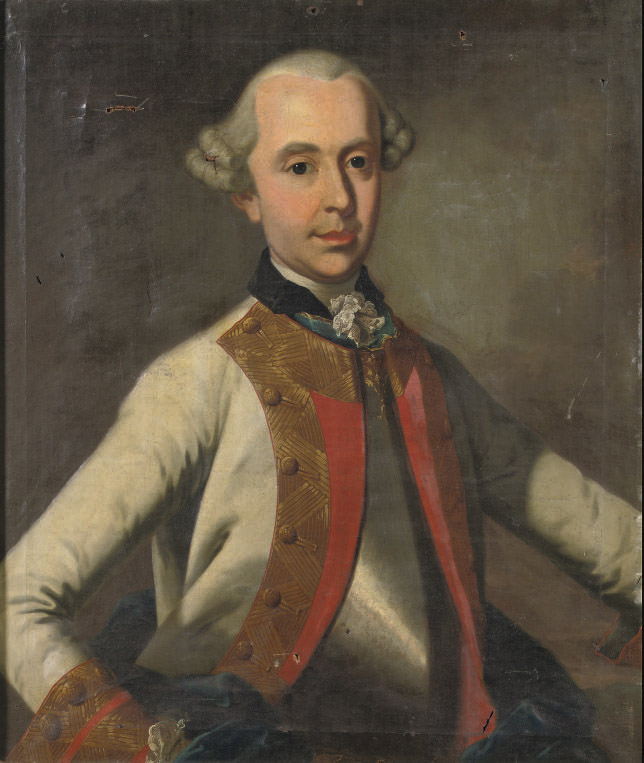
Christian Karl

Christian Carl Prinz zu Stolberg-Gedern (* 14. Juli 1725 in Gedern; † 21. Juli 1764 ebenda) war ein Generalfeldzeugmeister des deutschen Reichsheeres, Generalmajor des Oberrheinischen Kreises, ab 1761 Gouverneur der Festung Philippsburg.

## Leben
Er war der Sohn des Fürsten Friedrich Carl zu Stolberg-Gedern (1693–1767) und der Luise Henriette (* 6. Dezember 1705; † 28. Oktober 1766), Tochter des Grafen Ludwig Kraft von Nassau-Saarbrücken. Prinz Christian Carl wurde zum Nachfolger seines Vaters bestimmt, starb aber noch vor beiden Elternteilen.

### Militärkarriere
Unter Einfluss des Fürsten Karl von Waldeck erhielt er 1742 eine Kompanie im Dienste der Generalstaaten. Von 1745 bis 1748 führte er im Österreichischen Erbfolgekrieg ein eigenes Infanterieregiment gegen die Franzosen und wurde am 12. August 1745 bei einem Gefecht verwundet. 1747 wurde er bei der Verteidigung von Bergen op Zoom abermals verwundet. Nach dem Aachener Frieden (Oktober 1748) nahm er seinen Abschied und trat 1751 in den österreichischen Heeresdienste über.

### Im Siebenjährigen Krieg
Am 21. Januar 1758 erhielt er die Stellung eines Generalleutnants bei der Reichsarmee unter Prinz Christian von Pfalz-Zweibrücken, welche in den Winterquartieren in Franken lag. Er machte den Krieg in Sachsen mit, wohin er beim Vorgehen der Reichsarmee mit einem Korps vorausgegangen war, während des Winters lagen seine Truppen im Raum Kulmbach. Zu Beginn des Feldzuges von 1759 erfuhr er seine Rangerhöhung zum kaiserlichen Generalfeldmarschallleutnant. Als die Reichstruppen unter General Kleefeld im Sommer Torgau belagerten, wurde diesem Verstärkungen unter Stolberg entsandt. Am 18. August 1759 musste die preußische Garnison unter General von Wolffersdorf nach Übergabeverhandlungen kapitulieren. Am 5. September nahmen Stolbergs Truppen bei der Einnahme von Dresden und am 21. dem Treffen bei Colditz teil. Darauf unterstützte er die österreichische Armee unter Graf von Daun und nahm an der Belagerung bei Maxen teil. Am 19. November 1759 begann der österreichische Angriff, Stolberg wurden dabei östlich von Maxen auch kroatische Infanterie und zwei österreichischen Husarenregimenter unterstellt. Diese Kolonne hatte den Abzug der Preußen durch das Müglitztal zu blockieren. Beim nächsten Feldzug nahmen seine Truppen am 18. August 1761 am Treffen bei Strehla teil. Im Frühjahr 1761 löste er den Herzog von Zweibrücken als Befehlshaber der Reichsarmee ab und erhielt am 9. Mai die Rangerhöhung zum Generalfeldzeugmeister. Im November 1761 wurde er zum Gouverneur der Festung Philippsburg ernannt. Im Mai 1762 rückten seine Truppen aus den thüringischen Winterquartieren nach Sachsen ein, musste aber, nachdem die Vereinigung der Reichstruppen mit den Österreichern unter General Serbelloni nicht gelungen war, nach Franken zurückweichen. Der Feldzug nach Sachsen wurde wiederholt und scheiterte nochmals, bis Ende August der österreichische Befehlshaber durch General Hadik ersetzt wurde. Stolberg vereinigte sich am 6. September bei Dresden mit den Österreichern und führte am 29. Oktober 1762 in der Schlacht bei Freiberg gegen die Armee des Prinzen Heinrich von Preußen. Obwohl die von den Preußen angegriffene vereinigte Truppenmacht der Österreicher und des Reiches 49 Bataillone und 68 Schwadronen, also etwa 31 000 Mann zählte, wurden sie von etwa 20.000 Preußen nach kurzer Gegenwehr geschlagen, ein geordneter Rückzug konnte weitere Verluste verhindern. Stolbergs Truppen gingen durch Böhmen nach Nürnberg zurück, wo am 27. November 1762 die Konvention zur Einstellung der Feindseligkeiten mit den Preußen bekannt wurde. Nach dem Frieden von Hubertusburg (15. Februar 1763) begab er sich zur Rechtfertigung nach Wien und legte sein Kommando nieder. Er verstarb bereits 1764 in seiner Geburtsstadt.

## Familie
Im Juni 1760 vermählte sich Christian Karl mit Gräfin Eleonore Reuß zu Lobenstein (1736–1782), Regentin von Stolberg-Gedern (1767–1782), aus der Ehe entstammen: 
- Carl Heinrich (1761–1804), letzter Fürst zu Stolberg-Gedern (1767–1804)
- Luise (1764–1834)

⚭ 1780 Herzog Karl von Sachsen-Meiningen
⚭ 1787 Herzog Eugen von Württemberg